# 精靈甦醒
在托爾金（J. R. R. Tolkien）的奇幻小說裡，精靈甦醒（Awakening of the Elves）是一個事件，標誌著中土大陸第一紀元的開始。
根據精靈的傳說，精靈在庫維因恩（Cuiviénen）被伊露維塔（Ilúvatar）喚醒。第一位甦醒的精靈叫艾明（Imin）及其妻艾明雅（Iminyë），繼艾明之後甦醒的是泰太（Tata）及其妻泰妲雅（Tatanyë），還有埃奈爾（Enel）及其妻埃奈雅（Enelyë）。
艾明、泰太及埃奈爾夫婦一起走經森林，遇見六對精靈，最年長的艾明以這六對精靈為他的子民，喚醒了他們，十八位精靈繼續旅程。之後，他們又碰見九對精靈，泰太以這九對精靈為他的子民，三十六位精靈重新啟程。及後，他們遇見十二對精靈，埃奈爾遂以這十二對精靈為他的子民。六十位精靈臨河居住了許久，他們還創作了詩歌和音樂。
後來，他們再次起程，艾明意識到他們碰見越來越多的精靈，然而他的部族卻最少，他計劃要選擇最後一組出現精靈。
他們碰見正在觀星的十八對精靈，泰太及埃奈爾正等待艾明對那些精靈宣示，但艾明表示他無意這樣做，泰太遂收納了這十八對精靈，這十八對精靈高大而有黑髮，他們是後來大部分諾多族（Noldor）精靈的祖先。
九十六位精靈能夠互相交談，並發明文字，後來又遇見二十四對精靈，他們可以不用文字而歌唱，他们是漂洋过海的帖勒瑞族(Teleri)精靈的祖先。艾明再有一個機會擴大他的族群，但他又放棄了，埃奈爾收納了他們。
精靈的數目增至一百四十四位，他們居住在一起，學習語言，日子過得甚為愉快，艾明卻表示他應要尋找他的子民，但泰太和埃奈爾滿於現狀，沒有加入。艾明、艾明雅及十二位精靈獨自離開，大肆搜索庫維因恩附近的地區，但他們找不到任何精靈。
精靈甦醒後，艾明的部族有十四人，他们是米恩雅（Minyar，第一），最小的精靈部族。泰太的部族有五十六人，他们是塔特雅（Tatyar，第二），是第二大的精靈部族。埃奈爾的部族有七十四人，他们是尼爾雅（Nelyar，第三），也是最大的精靈部族。
歐羅米（Oromë）在某天遇見精靈，並解釋了精靈是甚麼種族，起初，精靈對他有所懷疑，不過，三族的精靈都派遣使者跟隨歐羅米前往維林諾（Valinor）。他們就是米恩雅的英格威（Ingwë）、塔特雅的芬威（Finwë）、尼尔雅的埃爾威（Elwë）。英格威、芬威及埃爾威返回中土大陸後，向精靈講述維林諾的美景，接著便發生精靈分裂（Sundering of the Elves）。所有的米恩雅（後來的凡雅族）、大部分的塔特雅（後來的諾多族）、约半数的尼尔雅（後來的帖勒瑞族）都被說服，跟隨歐羅米進行大遠行（Great Journey）。他们被称为艾尔达（Eldar），意即「星辰的子民」。还有一些精靈拒絕離開，並擴散於整個中土大陸，他們就是亞維瑞（Avari），意即「不願意的」。